# Edmund Tomaszewski (polityk)
Edmund Tomaszewski (ur. 27 grudnia 1891 w Warszawie, zm. 6 lutego 1960 tamże) – polski działacz ruchu robotniczego, poseł na Sejm PRL I kadencji.
Uczestniczył w rewolucji październikowej. W latach międzywojennych pracował w Centralnej Technice KPP, za co był więziony. W latach 1946–1956 był przewodniczącym Warszawskiej Wojewódzkiej Komisji Kontroli Partyjnej PPR (był członkiem tej partii od 1945) i Polskiej Zjednoczonej Partii Robotniczej. Był posłem na Sejm I kadencji PRL z okręgu nr 7 - Siedlce. Zasiadał w Komisji Administracji i Wymiaru Sprawiedliwości. Od 1957 był członkiem prezydium Zarządu Wojewódzkiego TPPR oraz pracował w referacie Opieki Warszawskiego Komitetu Wojewódzkiego PZPR.
Pochowany na cmentarzu Powązki Wojskowe w Warszawie w Alei Zasłużonych (kwatera A23-tuje-13).